# نظریه حقوقی فمینیستی
نظریه حقوقی فمینیستی (انگلیسی: Feminist legal theory) که با عنوان فقه فمینیستی نیز شناخته می‌شود، بر این باور استوار است که قانون در تبعیت تاریخی زنان بنیادی بوده است. رویه حقوقی فمینیستی، فلسفه حقوق مبتنی بر نابرابری سیاسی، اقتصادی و اجتماعی جنسیت است و نظریه حقوقی فمینیستی دربرگیرنده قانون و نظریه به هم پیوسته است. پروژه نظریه حقوقی فمینیستی دوگانه است.
اول، نظریه حقوقی فمینیستی به‌دنبال تبیین راه‌هایی است که در آن قانون در وضعیت زیردست سابق زنان نقش داشته است. نظریه حقوقی فمینیستی مستقیماً برای شناخت و مبارزه با سیستم حقوقی که عمدتاً توسط مردان و برای نیات آنان ساخته شده بود، ایجاد شد و اغلب مؤلفه‌ها و تجربیات مهمی را که زنان را به حاشیه رانده، فراموش می‌کرد. قانون یک نظام ارزشی مردانه را به بهای ارزش‌های زنانه تداوم می‌بخشد. نظریه حقوقی فمینیستی از طریق حصول اطمینان از دسترسی همه مردم به مشارکت در سیستم‌های حقوقی به‌عنوان متخصص، برای مبارزه با پرونده‌ها در قانون اساسی و قوانین تبعیض‌آمیز استفاده می‌شود.
دوم، نظریه حقوقی فمینیستی به تغییر وضعیت زنان از طریق تجدید نظر در قانون و رویکرد آن به جنسیت اختصاص دارد. این نقدی است بر قوانین آمریکا که برای تغییر نحوه رفتار با زنان و نحوه اعمال قانون توسط قضات به‌منظور حفظ حقوق زنان در همان موقعیتی که سال‌ها در آن بوده‌اند ایجاد شده است. زنانی که در این زمینه کار می‌کردند، قانون را بر اساس فرضیات جنسیتی در جایگاه پایین‌تری نسبت به مردان در جامعه می‌نگریستند و قضات برای تصمیم‌گیری بر این فرضیات تکیه کرده‌اند. این جنبش در دهه‌های ۱۹۶۰ و ۱۹۷۰ با هدف دستیابی به برابری زنان از طریق به چالش کشیدن قوانینی که بر اساس جنسیت تمایز قائل می‌شدند، آغاز شد. یکی از نمونه‌های این تبعیض جنسیتی در این دوران، مبارزه برای پذیرش برابری و دسترسی به تحصیلات بود. اصرار زنان در این مبارزه منجر به مسائل مربوط به سلامت روان از جمله اختلالات اضطرابی شد. آن‌ها نظریه حقوقی جدیدی را ایجاد کردند که برای حقوق آن‌ها و آیندگان در آموزش و پرورش و جوامع به حاشیه رانده‌شده مبارزه می‌کرد، و منجر به ایجاد نظریه حقوقی فمینیستی بورسیه حقوقی در دهه‌های ۱۹۷۰ و ۱۹۸۰ شد. این امر بسیار مهمی بود که به زنان اجازه داد تا از طریق مستقل شدن از نظر مالی و داشتن توانایی یافتن مشاغلی که قبلاً به‌دلیل تبعیض در دسترس آن‌ها نبود، خودکفا شوند. اساس نظریه حقوقی فمینیستی منعکس‌کننده مبارزات فمینیستی موج دوم و سوم است. نظریه‌پردازان حقوقی فمینیست امروزه با استفاده از رویکردهای مختلف برای درک و پرداختن به چگونگی کمک قانون به نابرابری جنسیتی، کار خود را فراتر از تبعیض آشکار گسترش می‌دهند.

## رویکردهای اصلی
برخی از رویکردهای فمینیستی عبارتند از:
- مدل برابری لیبرال
- مدل تفاوت جنسی
- مدل تسلط
- الگوی ضد ذات‌باوری
- و مدل پست‌مدرن

هر مدل دیدگاهی متمایز از سازوکارهای قانونی که به تبعیت زنان کمک می‌کند، ارائه می‌کند و هر مدل روشی متمایز برای تغییر رویکردهای حقوقی به جنسیت ارائه می‌دهد.

## پیوندبه‌بیرون
- "Feminist Jurisprudence". Internet Encyclopedia of Philosophy.
- Feminism and Legal Theory Project